# Sour Milk Sea
Sour Milk Sea (englisch sinngemäß für: Saure Milch) ist ein Lied der britischen Band The Beatles, das 2018 auf der Wiederveröffentlichung des Studioalbums The Beatles veröffentlicht wurde. Komponiert wurde es von George Harrison, der eine Version 1968 mit Jackie Lomax als Sänger produzierte, die im gleichen Jahr als Single veröffentlicht wurde.

## Hintergrund
Sour Milk Sea basiert auf den musikalischen Ideen von George Harrison.
Mitte Februar 1968 reisten die Beatles mit ihren Frauen nach Rishikesh (Indien), wo ein mehrwöchiger Meditationskurs des Maharishi Mahesh Yogi stattfand. Ringo Starr kehrte bereits Anfang März nach England zurück, Paul McCartney folgte drei Wochen später. John Lennon und George Harrison verließen Indien erst Mitte April. Während des Indienaufenthalts schrieben die Beatles die Mehrzahl der Lieder für ihr neues Album. Sour Milk Sea gehört zu den Esher Demos, die Ende Mai 1968 im Haus von George Harrison aufgenommen wurden. Sour Milk Sea ist ein Rock-Song, der Text ist hingegen spirituell. Harrison schrieb 1980 in seinem Buch I Me Mine: „Es [der Text] basiert auf Vishvasara Tantra, aus der tantrischen Kunst. Es ist ein Bild, und das Bild heißt Sour Milk Sea – Kalladadi Samudra in Sanskrit. Ich habe Sour Milk Sea als Idee benutzt – wenn du in der Scheiße bist, mach nicht herum und stöhne darüber: tu etwas dagegen.“
Wie Sour Milk Sea wurden auch folgende Esher Demos nicht für das Album The Beatles verwendet:
- Circles
- Child of Nature
- Junk
- Mean Mr. Mustard
- Polythene Pam
- Not Guilty
- What’s the New Mary Jane

George Harrison gab daher seine Komposition Sour Milk Sea an Jackie Lomax. Es war die erste Komposition von Harrison, die er einem anderen Künstler überließ. Neben Sour Milk Sea wurden die Harrison-Kompositionen Circles und Not Guilty ebenfalls nicht bis zur Trennung der Beatles im Jahr 1970 verwendet.

## Aufnahme der Beatles

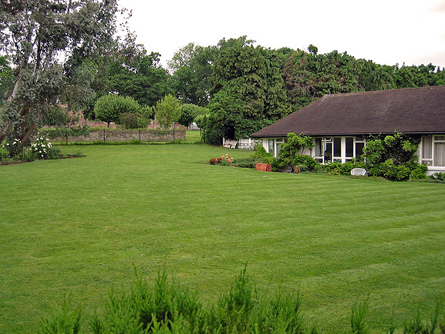
Das Anwesen Kinfauns von George Harrison in Surrey, in dem die Beatles die Demos aufnahmen

Die Aufnahmen der Esher Demos erfolgte Ende Mai 1968 im Bungalow von George Harrison mit einem Ampex Vier-Spur-Tonbandgerät. Es ist nicht dokumentiert, ob ein Toningenieur oder George Martin bei den Aufnahmen zugegen war.
Die endgültige Abmischung des Liedes in Stereo erfolgte 2018 durch Giles Martin und den Toningenieur Sam Okell.
Besetzung:
- George Harrison: Gesang, akustische Gitarre
- Paul McCartney: Bass
- Ringo Starr: Tamburin

## Aufnahme von Jackie Lomax
Das Lied Sour Milk Sea wurde am 24., 25. und 26. Juni 1968 in den Londoner Abbey Road Studios während der Aufnahmen zum Beatles-Album The Beatles mit Jackie Lomax als Sänger eingespielt. Produzent war George Harrison, der auch wie Paul McCartney, Ringo Starr, Nicky Hopkins und Eric Clapton bei den Aufnahmen mitwirkte. Es war das erste Mal, dass Harrison einen anderen Künstler produzierte und es war das erste Mal seit den Aufnahmen mit Tony Sheridan in den Jahren 1961/1962, dass mehr als zwei Mitglieder der Beatles einen anderen Künstler musikalisch begleiteten.
Jackie Lomax, Nicky Hopkins und Eric Clapton wirkten auch bei den Aufnahmen zum Album The Beatles mit.
Besetzung:
- Jackie Lomax: Gesang
- George Harrison: Leadgitarre, akustische Gitarre
- Paul McCartney: Bass
- Eric Clapton: Leadgitarre
- Nicky Hopkins: Klavier
- Ringo Starr: Schlagzeug

Sour Milk Sea  war eine der vier ersten Singles, die von Apple Records veröffentlicht wurden; und wurde auch in einer limitierten Pressemappe mit dem Titel Our First Four in Großbritannien herausgegeben. Die vier ersten Apple-Singles waren:
- Hey Jude / Revolution von den Beatles – Apple 1
- Those Were the Days / Turn, Turn, Turn von Mary Hopkin – Apple 2
- Sour Milk Sea / The Eagle Laughs at You von Jackie Lomax – Apple 3
- Thingumybob / Yellow Submarine von Black Dyke Mills Band – Apple 4

## Aufnahme von George Harrison
Am 26. Mai 1970 nahm George Harrison eine Demoversion von Sour Milk Sea im Studio 3 der Abbey Road Studios auf. Bei der Aufnahme sang Harrison und begleitete sich mit einer akustischen Gitarre. Am 26. und 27. Mai wurden weitere Demos für das Album All Things Must Pass aufgenommen, Sour Milk Sea gehörte zu den Liedern, die nicht für das zukünftige Album verwendet wurden.

## Veröffentlichung
- Am 26. August 1968 erschien in den USA die Single Sour Milk Sea / The Eagle Laughs at You,[1] in Großbritannien unter der Katalognummer Apple 3 am 30. August.[2] Die Lieder der Single befinden sich auch auf dem Lomax-Album Is This What You Want?, das am 21. März 1969 veröffentlicht wurde.[3]
- Am 9. November 2018 erschien die 50-jährige Jubiläumsausgabe des Albums The Beatles, auf dieser befindet sich die ungekürzte Demoversion von Sour Milk Sea.
- Am 6. August 2021 wurde anlässlich des 50. Jubiläums des George Harrison-Albums All Things Must Pass unter anderen eine Super-Deluxe-Version veröffentlicht, auf der sich die Demoversion von Sour Milk Sea befindet.[4]